# 田中要次
田中 要次（たなか ようじ、1963年〈昭和38年〉8月8日 - ）は、日本の俳優、タレント。別名はBoBA（ボバ）。
長野県西筑摩郡新開村（後の西筑摩郡木曽福島町→木曽郡木曽福島町、現・木曽郡木曽町）出身。血液型はA型。長野県木曽山林高等学校（現長野県木曽青峰高等学校）林業科卒業。
所属事務所はザズウ。元国鉄職員、元JR東海社員。身長178cm。大型自動二輪免許所持。既婚。

## 略歴

### 鉄道サラリーマンから映画界へ
1982年、日本国有鉄道長野鉄道管理局に就職。最初の勤務地は中央本線塩尻駅構内にあった上諏訪保線区塩尻支区だった。
1987年の国鉄分割民営化に伴い、JR東海に入社し、東海鉄道事業本部傘下の岡崎保線区に配属され、東海道本線大府駅や安城駅構内で勤務を担当した。その頃から映画館に通い、愛知、岐阜、三重県を渡り歩いて、地元の映画上映サークルと交流を深めた。
1989年、親交のあった山川直人から依頼され、ミュージック・ビデオ『佐木伸誘 / SEEK AND FIND』（1990年2月7日発売）に出演。1990年12月8日に同社を退職（田中自身はこれを“脱線”と称している）、俳優を志して東京に移住。

### スタッフ兼エキストラから専業俳優へ
1991年、照明技師の安河内央之に師事し、竹中直人が監督する『無能の人』の照明助手として参加。竹中の目に留まり同作品にエキストラとして出演。同年の舞台『竹中直人の会 / 鉢植を持つ男』に舞台監督助手を兼ねて、神戸浩の代役としても参加した。その後も職種を問わず、俳優だけでなく撮影スタッフとしても照明助手の他に録音助手、ドライバー、付き人なども経験しながら、数多くの映像製作に携わった。1994年、竹中が監督した『119』で、照明機材トラックの運転中に事故を起こした事をきっかけに、スタッフ業から退き、俳優に専念するようになる。同年から1998年までは、バイク便ライダーとして働きながら生計を繋いでいた。
2001年、TVドラマ『HERO』にバーテンダー役でレギュラー出演した際の決め台詞だった「あるよっ」が話題となって人気を博し、これをきっかけにバラエティにも進出した。
2003年、オムニバス映画『刑事まつり 一発大逆転』で短篇「窯岡刑事 / Coming Out Cop KAMAOKA」の監督を果たし、以降も『奪われた刑事 / Snatches』（2004年）など、短編作品を撮り続けている。2015年、短編映画『ドラムマンz バチがもたらす予期せぬ出来事』の監督を務める。
2017年、映画『蠱毒 ミートボールマシン』で映画初主演。

## 人物
2006年トリノオリンピックにも出場したスノーボードクロス（SBX）選手の千村格とは再従兄弟である。

### エピソード
- 1963年、歳の離れた兄・姉を持ち、農家の3人きょうだいの末っ子として生まれ育つ。木曽福島町立黒川小学校（現在は廃校）および木曽町立福島中学校（現・町立木曽町中学校）を卒業[4]。
- 1979年、高校1年生の時に演劇部に入部し、文化祭で『十二人の怒れる男』を元にした舞台で陪審員長役を演じたが、観劇していた不良生徒からの罵詈雑言と高校生が中年を演じる事への違和感に嫌気がさして、自身にとって演劇は不向きと考え、1年で退部をした。その後は軽音楽部でロックバンドの活動を続けた。
- 保線員時代に、裏方である保線車両をスターにしたいとカラーリングを提案して実現した。本人曰く、日本に1台だけのカラーリングのマルチプルタイタンパー（MTT＝マルタイ）とされる[10]。
- 1996年、バイト先だったバイク便会社（BSA）からの派遣で『王様のブランチ』（TBSテレビ）の「王様のバイク隊」のメンバーとしてレギュラー出演していた。
- 2001年から映画の年間出演本数が最多と記録され、シネマ・サルベージでは「あんた、出すぎ!グランプリ」1位を4年獲得。
- 2006年、映画『スキヤキ・ウエスタン ジャンゴ』の撮影中に田中が落馬をした事がきっかけで「ボバる」という業界用語が生まれる。「映画道百科」というサイトでは数年前からすでに田中を元に業界用語として登録されていた事もある。セリフを噛むなど、本番でNGを出してしまう事を意味している。[要出典]
- 自身を「PV男優」とも呼んでいる。今後のPVへの出演も希望している[11]。
- 『HERO』での決めセリフが影響して、共演した濱田岳らに「“あるよ”の人」等と呼ばれるようになった[12]。なお、20数年経過しても、この一言の台詞が田中要次の代名詞として認知され続け、フジテレビ系バラエティ番組『ぽかぽか』（2025年1月31日放送）にゲスト出演した際にも「試合に出て、1球しか球を投げられない立場でした」との田中の発言を、ライター・戸部田誠が連載コラム「今週グサッときた名言珍言」に取り上げている[13]。
- 2008年5月19日放送の『HEY!HEY!HEY! MUSIC CHAMP』内「COVER CHAMP」というコーナーで、郷ひろみの「GOLDFINGER '99」を歌い、特製ゴールドフィンガー型の優勝トロフィーを獲得した[14]。
- 2009年8月、bonobosと親交のある田中は日比谷野外音楽堂で収録された『宇宙温泉へようこそ!』DVDの撮影カメラマンとして参加した。ステージ袖のポジションで撮影をしている為、本編中でも時折その存在が確認出来る。自身のブログでは「まさにサブリミナル出演!」と語っている[15]。
- 2010年の『さんま&くりぃむの芸能界(秘)個人情報グランプリ』では、ちょっと意外なチャームポイント部門で「1円玉を挟めるおでこ」が披露された[16]。その直後には右手を360度回してみせ、更に場内を驚かせた。
- 2011年1月、映画『ロボジー』で僅か2シーン出演の為に大型自動二輪免許を取得。
- 2015年2月から3月にかけて、故郷である長野県の誘客プロモーションに起用され、「長野の顔」として活躍する[17]。
- 2016年7月、2016年6月12日放送の『大改造!! 劇的ビフォーアフター SEASON II』（朝日放送）で、実家の倉をリフォームし、民泊宿「kura3 夢倉座」をオープンした[18]。
- 2017年1月17日に行われた『べっぴんさん』（NHK）内の内輪のグループ「The男会」にて妻役の百田夏菜子の所属するグループももいろクローバーZのファン、「モノノフ」になったことを明かした。
- 2023年8月24日放送の『プレバト!!』（毎日放送）の消しゴムハンコ査定で特待生5級から2ランクアップして特待生3級に昇格した[19]。2023年5月9日放送回では特待生1級となっている。

### BoBAの由来
BoBAという名前は愛称や別名と受け取られているが、自身としては田中要次と書いて“ボバ（BoBA）”と読むとしている。
名前の由来は自身のデビュー作品である佐木伸誘のショートムービー『SEEK AND FIND』での役名が ボバ だった事に起因している。翌年にその作品のスタッフを頼って業界入りした田中は撮影スタッフとしても活動していた時期があり、どちらかと云えばスタッフ業を続けていた中で、作品ごとに ボバ という名前が愛称として定着した。
元々この名前は1989年に行われたRCサクセション「HARD TIMES LIVE 1989」名古屋公演の会場で田中と仲間との間でふざけで生まれた架空の人物名だった。「ボバって誰のこと？」とステージ上の忌野清志郎か仲井戸麗市に言わせたいが為に演奏が終わる度に皆でその名前を叫び続けたのが始まりである。
その後に田中が役名として授かった事で襲名する形となり、自身としては忌野清志郎に ボバ と呼ばれた時をゴールと決めていた。
1999年、石井克人監督の映画『鮫肌男と桃尻女』のオープニングで初めてBOBAとクレジットされたが、エンドクレジットでは田中要次だったので、これを機に読みが"ボバ"であれば筋が通る事を理由付け、英語表記では BoBA とする事にした。
2003年公開のクエンティン・タランティーノ監督『KILL BILL Vol.2』のエンドクレジットで田中の名前はBOBAと表記されている。
BoBAの表記の上で"o"を小文字にしているのは、ニューヨーク近代美術館の略称“MoMA”にあやかっている。

## 出演

### 映画

#### 1990年代（映画）
1990年
- バカヤロー!3 へんな奴ら 第4話「クリスマスなんか大嫌い」（バンドマン：キーボード）

1991年
- 無能の人 - カウンターの客

1993年
- お墓と離婚 - コンビニ店員
- 800 TWO LAP RUNNERS
- 罪と罰 ドタマかちわったろか - 冷凍庫にいた外国人 泥棒

1994年
- トカレフ
- 夢魔
- あなたがすきです、だいすきです
- Love Songs
- 119
- 君といつまでも - 美容室の客

1995年
- クレイジー・コップ/捜査はせん!
- 新宿黒社会 チャイナ・マフィア戦争 - 鑑識官
- 急にたどりついてしまう - 田村
- 悶絶本番 ぶちこむ!!
- 狩人たちの触覚

1996年
- 月とキャベツ - ブレインズのベーシスト
- アトランタ・ブギ - 選手
- ワンピース忠臣蔵

1997年
- ポストマン・ブルース - 殺し屋選手権：0.5秒
- 赤い欲情 はめ上手（キムラ）
- ひみつの花園 - ロッククライミング講師
- ROMANTIC MANIA（宅配業者）

1998年
- ぐしょ濡れ美容師 すけべな下半身（別題：まるで再出発）
- THE FETIST 熱い吐息
- ショムニ（AVのおかまのメイク）
- 夜9時20分のワンピース 走れエロス
- 夜9時20分のワンピース 社長の首
- 夜9時20分のワンピース 演出×出演
- 夜9時20分のワンピース サウンドオブ中学教師
- 愚か者 傷だらけの天使 - 警官
- 冷血の罠

1999年
- アドレナリンドライブ - バス運転手
- 鮫肌男と桃尻女 - 朝比名
- 御法度 - 武藤誠十郎
- 鉄道員（ぽっぽや） - 炭坑夫
- 菊次郎の夏 - ヤクザ
- メッセンジャー - バイク便ライダー
- 愛欲みだれ妻（別題「恋する」）
- アナーキー・イン・じゃぱんすけ - 刑事
- 天使に見捨てられた夜

#### 2000年代（映画）
2000年
- リング0 バースデイ（1月22日、監督：鶴田法男） - 男性教師 役
- サンデイ ドライブ（2月26日、監督：斎藤久志） - 警察官 役
- カリスマ（2月26日、監督：黒沢清） - 杉下 役
- はつ恋（4月1日、監督：篠原哲雄） - 予備校講師 役
- ホームシック（4月1日、監督：水戸ひねき） - 本の中身のナレーション 担当
- MONDAY（4月29日、監督：SABU）
- LOVE/JUICE（6月1日、監督：新藤風） - アフロ男 役
- 千里眼（6月10日、監督：麻生学） - タクシー運転手 役
- ざわざわ下北沢（7月7日、監督：市川準） - レンタルビデオ屋の店主・岡村 役
- ボディ ドロップ アスファルト（7月9日、監督：和田淳子） - 東条冬樹 役
- 五条霊戦記 GOJOE（10月7日、監督：石井聰亙） - 金太 役
- 漂流街 THE HAZARD CITY（11月11日、監督：三池崇史）
- 閉じる日（11月25日、監督：行定勲）
- 三文役者（12月2日、監督：新藤兼人） - 居酒屋で会ったトラックの運ちゃん 役
- PARTY7（12月16日、監督：石井克人・小池健） - 親戚 役

2001年
- 張り込み（1月20日、監督：篠原哲雄）
- サトラレ TRIBUTE to a SAD GENIUS（3月17日、監督：本広克行） - 青木順也 役
- 連弾（3月31日、監督：竹中直人） - ラーメン屋の客 役
- 人間の屑（3月31日、監督：中嶋竹彦） - SMうどん屋の客 役
- 案山子 KAKASHI（6月16日、監督：鶴田法男） - 巡査 役
- 真夜中まで（8月4日、監督：和田誠） - 警官 役
- RED SHADOW 赤影（8月11日、監督：中野裕之） - 戦車の郎党 役
- STACY（8月18日、監督：友松直之） - 録山 役
- ほとけ（8月25日、監督：辻仁成） - 地回り 役
- ウォーターボーイズ（9月15日、監督：矢口史靖） - 警備員 役
- Quartet カルテット（10月6日、監督：久石譲） - 岡田譲二（演歌界のミック・ジャガー） 役
- リリイ・シュシュのすべて（10月6日、監督：岩井俊二） - 中学校教師・恩田輝 役
- GO（10月20日、監督：行定勲） - 組員 役
- プラトニック・セックス（10月20日、監督：松浦雅子） - クラブ「CUBE」の店長 役
- ピストルオペラ（10月27日、監督：鈴木清順） - 殺し屋No.7 役
- 時の香り リメンバー・ミー（11月24日、監督：山川直人） - 玉木先生 役

2002年
- 竜二 Forever（3月2日、監督：細野辰興） - 撮影カメラマン・川尻 役
- 17才（3月2日、監督：木下ほうか） - オヤジ2 役
- ON AIR オンエアー（3月9日、監督：牛山真一） - 池田紀彦 役
- 棒 Bastoni（3月16日、監督：中村和彦） - AV男優 役
- 命の響き（3月23日、監督：村越繁） - 主演・菜畑目広大（ハリセン刑事） 役
- パコダテ人（4月27日、監督：前田哲） - 調査団長 役
- DOG STAR（4月27日、監督：瀬々敬久） - 火葬場の職員 役
- KT（5月3日、監督：阪本順治） - 塩田 役
- 突入せよ! あさま山荘事件（5月11日、監督：原田眞人） - 長野県警 警備第一課・柳木課長 役
- パルコ フィクション（7月20日、監督：矢口史靖・鈴木卓爾） - パルコ役員 役
- ドッジGO!GO! MINATO DODGE KIDS（7月27日、監督：三原光尋） - トラック運転手 役
- 異形ノ恋（8月24日、監督：堀井彩）
- DRIVE（8月24日、監督：SABU）
- Perfect Blue 夢なら醒めて…（8月24日、監督：サトウトシキ）
- ロックンロールミシン（9月28日、監督：行定勲）
- 宣戦布告（10月5日、監督：石侍露堂） - 山で誤射されそうになった男 役
- OUT（10月19日、監督：平山秀幸） - 金田敬徳 役
- スワンズソング（11月9日、監督：笠木望） - 山下刑事 役
- 理髪店主のかなしみ（11月9日、監督：廣木隆一）
- AIKI（11月30日、監督：天願大介） - 入院患者 役
- 夏風（12月7日、監督：鈴木浩介） - ミクの父親 役

2003年
- Reset2 足軽（1月4日、監督：鈴木浩介） - マタ 役
- 姐御 ANEGO（1月11日、監督：一倉治雄） - 周 役
- 呪怨（1月25日、監督：清水崇） - 遠山雄治 役
- SF Short Films 「Return」（3月8日、監督：中野裕之）
- 魔界転生（4月26日、監督：平山秀幸） - 磯谷千八 役
- ALIVE（6月21日、監督：北村龍平） - 警備員 役
- Life is Journey 『ヤ』（6月21日、監督：田辺誠一）
- BORDER LINE（6月28日、監督：李相日）
- COSMIC RESCUE（7月11日、監督：佐藤信介）
- ガールフレンド:ストラトス（7月12日、監督：山本淳一）
- カクト（7月26日、監督：伊勢谷友介）
- ゲロッパ!（8月16日、監督：井筒和幸）
- 天使の牙B.T.A.（8月23日、監督：西村了） - 秋田 役
- ここに、幸あり（8月30日、監督：けんもち聡）
- 座頭市（9月6日、監督：北野武） - 船八一家の子分 役
- キル・ビル（10月25日、監督：クエンティン・タランティーノ） - クレイジー88構成員 役
- アイデン&ティティ（12月20日、監督：田口トモロヲ） - 高円寺のミック  役

2004年
- SHABONDAMA ELEGY（1月13日、監督：イアン・ケルコフ） - ヤクザの親分 役
- ゼブラーマン（2月14日、監督：三池崇史） - スーパーでセブラーマンと遭遇する買い物客 役
- ガキンチョ★ROCK（2月14日、監督：前田哲） - 桑島刑事部長 役
- ホテルビーナス（3月6日、監督：タカハタ秀太） - 刑事 役
- キューティーハニー（5月29日、監督：庵野秀明）
- ジェニファ 涙石の恋（6月5日、監督：三枝健起） - 善福寺の檀家の男 役
- Believer（6月12日、監督：多胡由章） - 田所恵介 役
- 茶の味（7月17日、監督：石井克人） - 検察課の男 役
- 地球で最後のふたり（7月31日、監督：ペンエーグ・ラッタナルアーン） - ヤクザ 役
- NIN×NIN 忍者ハットリくん THE MOVIE（8月28日、監督：鈴木雅之） - アナウンサー 役
- スウィングガールズ（9月11日、監督：矢口史靖） - パチンコ屋店長 役
- ゴジラ FINAL WARS（12月4日、監督：北村龍平） - 懲罰房棟の警備兵 役

2005年
- アニムスアニマ（2月5日、監督：斉藤玲子） - 美容院店長・加藤 役
- いぬのえいが 「犬語」（3月19日、監督：永井聡） - 丸山健太郎 役
- オトコタチノ狂（3月26日、監督：ジョイ・イシイ） - 馬場警部 役
- イン・ザ・プール（5月21日、監督：三木聡） - プール管理人 役
- オペレッタ狸御殿（5月28日、監督：鈴木清順） - 狸楽団団員
- 樹の海 EPISODE2（6月25日、監督：瀧本智行） - 大室 役
- ヒナゴン（7月30日、監督：渡邊孝好） - 荒川新吉 役
- 17歳の風景 少年は何を見たのか（7月30日、監督：若松孝二）
- 妖怪大戦争（8月16日、監督：三池崇史） - よういち（悪ガキ）の父 役
- 殴者 NAGURIMONO（9月23日、監督：須永秀明）
- 蝉しぐれ（10月1日、監督：黒土三男） - 北村 役
- スリーピングフラワー（10月29日、監督：柿本ケンサク） - 浅田正一 役
- 深海獣レイゴー（11月、監督：林家しん平）
- 東京花火（監督：ナリオ） - 死神役

2006年
- ケータイ刑事 THE MOVIE バベルの塔の秘密〜銭形姉妹への挑戦状（2月4日、監督：佐々木浩久） - 平野俊一 役
- ルート225（3月11日、監督：中村義洋） - エビヅカの父 役
- 陽気なギャングが地球を回す（5月13日、監督：前田哲） - 警察官 役
- 嫌われ松子の一生（5月27日、監督：中島哲也） - 俳優・田中要次（劇中に挿入されるサスペンスドラマの刑事）本人 役
- TWO LOVE 〜二つの愛の物語〜「キャッチボール」（6月10日、監督：橋本直樹） - 駅員 役
- デスノート（6月17日、監督：金子修介） - バス運転手・佐々木 役
- 日掛け金融地獄伝 こまねずみ常次朗 ～悪徳金融死すべし～（7月8日、監督：鈴木浩介）
- ラブ★コン（7月15日、監督：石川北二） - 人力車夫・アニキ 役
- UDON（8月26日、監督：本広克行） - 白バイ隊員 役
- バックダンサーズ!（9月9日、監督：永山耕三） - カメラマン 役
- 幸福のスイッチ（10月14日、監督：安田真奈） - 澄川 役
- 手紙（11月3日、監督：生野慈朗） - 倉田 役

2007年
- エクステ（2月17日、監督：園子温） - 税関職員 役
- 歌謡曲だよ、人生は 第2話「これが青春だ」（5月12日、監督：七字幸久） - エアギターバトル大会MC 役
- パッチギ! LOVE&PEACE（5月19日、監督：井筒和幸） - 国鉄運転士 役
- HERO（9月8日、監督：鈴木雅之） - バー「St.George's Tavern」のバーテンダー 役
- スキヤキ・ウエスタン ジャンゴ（9月15日、監督：三池崇史） - 平宗盛 役

2008年
- 銀色のシーズン（1月12日、監督：羽住英一郎） - 旅館「いがわ」経営者・伊川一彦 役
- L change the WorLd（2月9日、監督：中田秀夫） - タクシードライバー・佐々木 役
- うた魂♪（4月5日、監督：田中誠） - 七浜ケーブルテレビ カメラマン・中島良一 役
- 山のあなた〜徳市の恋〜（5月24日、監督：石井克人） - 亀吉 役
- 長い長い殺人（5月31日、監督：麻生学） - 警備員 役
- ぐるりのこと。（6月7日、監督：橋口亮輔） - 富山 役

2009年
- 20世紀少年 第2章 最後の希望（1月31日、監督：堤幸彦） - 東野刑事 役
- 花婿は18歳（1月31日、監督：武正晴） - 四谷教頭 役
- 罪とか罰とか（2月28日、監督：ケラリーノ・サンドロヴィッチ） - 芸能プロ社長 役
- オンナゴコロ（3月7日、監督：松田礼人） - トモ 役
- BABY BABY BABY! -ベイビィ ベイビィ ベイビィ-（5月23日、監督：両沢和幸） - 救急隊員 役
- 劔岳 点の記（6月20日、監督：木村大作） - 水本輝
- 山形スクリーム（8月1日、監督：竹中直人） - 番頭・分倍河原 役
- キラー・ヴァージンロード（9月12日、監督：岸谷五朗） - 修理のオジサン 役
- のんちゃんのり弁（9月26日、監督：緒方明） - 面接者C 役
- ランディーズ（11月14日、監督：藤原健一） - ロビン 役
- つむじ風食堂の夜（11月21日、監督：篠原哲雄） - 古書店主人・デニーロの親方

#### 2010年代（映画）
2010年
- かずら（1月30日、監督：塚本連平） - 田村洋平 役
- 月と嘘と殺人（2月27日、監督：高橋正弥） - 島崎巡査長 役
- 昆虫探偵 ヨシダヨシミ（4月3日、監督：佐藤佐吉） - 声の出演
- 君が踊る、夏（9月11日、監督：香月秀之） - アパートの隣人 役
- 桜田門外ノ変（10月16日、監督：佐藤純彌） - 稲田重蔵 役
- SPACE BATTLESHIP ヤマト（12月1日、監督：山崎貴） - 地下都市で古代進と同室だった男A 役

2011年
- ワラライフ!!（1月29日、監督：木村祐一） - 国語の先生 役
- サラリーマンNEO 劇場版(笑)（4月12日、監督：吉田照幸） - いーちゃん部長 役
- パラダイス・キス（6月4日、監督：新城毅彦） - 私立清栄学園の教師 役
- 極道めし（9月23日、監督：前田哲） - 石原刑務官 役
- オムライス（9月24日、監督：木村祐一） - 小学校教師 役
- あさっての森 （監督：三木俊一郎）

2012年
- ロボジー（1月14日、監督：矢口史靖） - 白バイ警官 役
- 麒麟の翼 〜劇場版・新参者〜（1月28日、監督：土井裕泰）トラック運転手 役
- はやぶさ 遥かなる帰還（2月11日、監督：瀧本智行）
- 道〜白磁の人〜（6月9日、監督：高橋伴明） - 町田 役
- LOVE まさお君が行く！（6月23日、監督：大谷健太郎） - ホテル従業員 役

2013年
- ストロベリーナイト（1月26日、監督：佐藤祐市） - 小峰薫 役
- さまよう獣（2月2日、監督：内田伸輝） - スナックのマスター 役
- SADO TEMPEST（2月16日、監督：ジョン・ウィリアムズ） - 関原 役
- らくごえいが「猿後家はつらいよ」（4月6日、監督：坂下雄一郎）
- SPINNING KITE（5月18日、監督：加瀬聡） - 警察官B 役
- 謎解きはディナーのあとで（8月3日、監督：土方政人） - プリンセスレイコ号機関員 役
- 今日子と修一の場合（10月5日、監督：奥田瑛二） - 刑務官 役
- 陽だまりの彼女（10月12日、監督：三木孝浩） - 区役所職員 役

2014年
- ジャッジ！〜審査員を審査する〜（1月11日、監督：永井聡） - 伊沢 役
- ニシノユキヒコの恋と冒険（2月8日、監督：井口奈己） - みなみの父 役
- 家路（3月1日、監督：久保田直） - 昭太郎 役
- WOOD JOB！〜神去なあなあ日常〜（5月10日、監督：矢口史靖） - 指導員B 役

2015年
- HERO（7月18日、監督：鈴木雅之） - バー「St.George's Tavern」のバーテンダー 役
- お盆の弟（7月25日、監督：大崎章） - プロデューサー 役
- 過ぐる日のやまねこ（9月19日、監督：鶴岡慧子） - 宮原哲 役
- 探検隊の栄光（10月16日、監督：山本透） - カメラマン・橋本政明 役
- 色あせてカラフル（11月7日、監督：横山久美子） - 店長 役

2016年
- ピン中!（2月27日、監督：金沢勇大） - フィリピンパブのオーナー 役
- エヴェレスト 神々の山嶺（3月12日、監督：平山秀幸） - 冒頭の登山隊長・工藤 役
- L-エル-（11月25日、監督：下山天） - エルの叔父 役
- 疾風ロンド（11月26日、監督：吉田照幸） - バス会社の係員 役

2017年
- サバイバルファミリー（2月11日、監督：矢口史靖） - 鯉を捕獲する浮浪者 役
- 探偵は、今夜も憂鬱な夢を見る。（3月4日、監督：櫻井信太郎） - 桜井 役
- SENIOR MAN（3月11日、監督：吉野主）
- 追憶（5月6日、監督：降旗康男） - 喫茶店「ゆきわりそう」の常連客 役
- 蠱毒 ミートボールマシン（8月19日、監督：西村喜廣） - 主演：野田勇次 役 
- 阿修羅少女〜BLOOD-C異聞〜（8月26日、監督：奥秀太郎） - 滝治 役
- レミングスの夏（10月1日、監督：五藤利弘）
- リングサイド・ストーリー（10月14日、監督：武正晴） - 杉田新三 役

2018年
- 愛しのアイリーン（9月14日、監督：吉田恵輔） - 竜野 役
- BLOOD-CLUB DOLLS1（10月13日、監督：奥秀太郎） - 葛生 役

2019年
- 君から目が離せない Eyes On You（1月25日、監督：篠原哲雄） - 片岡 役
- 二階堂家物語（1月25日、監督：アイダ・パナハンデ） - 多田源二郎 役
- 広告会社、男子寮のおかずくん 劇場版（7月12日、監督：三原光尋） - 中野友和 役
- 楽園（10月18日、監督：瀬々敬久）
- 影踏み（11月15日、監督：篠原哲雄） - 加藤 役
- HYDRA（11月23日、監督：園村健介） - 岸田淳一郎 役

#### 2020年代（映画）
2020年
- グッドバイ〜嘘からはじまる人生喜劇〜（2月14日） - 採石場の親方 役
- 逆位置のバラッド（3月6日、監督：山崎賢） - 水上刑事 役
- ひとくず（3月14日、監督：上西雄大） - 丸進運輸社長 坂東正 役
- 燕 Yan（6月5日、監督：今村圭佑）
- いけいけ!バカオンナ（7月31日、監督：永田琴） - 永田徹 役
- 実りゆく（10月9日、監督：八木順一郎） - 実の父 役
- ミセス・ノイズィ（12月4日、監督：天野千尋） - 弁護士 役

2021年
- 裏アカ（4月2日、監督：加藤卓哉） - 北村圭吾 役
- バイプレイヤーズ 〜もしも100人の名脇役が映画を作ったら〜（4月9日、監督：松居大悟） - 田中要次 本人役
- しあわせのマスカット（5月14日、監督：吉田秋生） - 秋山守 役
- そろそろ音楽をやめようと思う（5月22日、監督：小野親一） - 松田 役
- ねばぎば 新世界（7月10日、監督：上西雄大） - カメレオン
- あなたの番です 劇場版（12月10日、監督：佐久間紀佳） - 浮田 役

2022年
- 大怪獣のあとしまつ（2月4日、監督：三木聡） - 中島 隼 役
- リング・ワンダリング（2月19日、監督：金子雅和） - 塩屋 役
- 太陽とボレロ（6月3日、監督：水谷豊） - ホルン奏者・遠藤正道 役
- 破戒（7月8日、監督：前田和男） - 丑松の父 役
- ハウ（8月19日公開、監督：犬童一心）
- おっさんずぶるーす ワーク編「謎乃中年認定壱拾箇条（なぞのちゅうねんにんていじゅっかじょう）」（8月20日公開、監督：細野辰興）
- 千夜、一夜（10月7日公開、監督：久保田直）
- 大事なことほど小声でささやく（10月21日公開、監督：横尾初喜） - シャチョー（末次庄三郎） 役

2023年
- ヌーのコインロッカーは使用禁止（4月7日、監督：上西雄大）
- 渇水（6月2日、監督：高橋正弥）- 細川 役（スーパーマーケット店長）
- 親のお金は誰のもの 法定相続人（10月6日、監督：田中光敏） - 金増 役（真珠ブローカー）
- 女子大小路の名探偵（10月13日、監督：松岡達矢） - 畦地弦一郎 役（大学教授）
- エターナルラブが蔓延した日（12月18日、監督：長谷川千紗）- 社長 役

2024年
- 青春ジャック 止められるか、俺たちを2（3月15日、監督：井上淳一） - 井上進一 役（井上淳一の父）

2025年
- 悪鬼のウイルス（1月24日、監督：松野友喜人） - 牛頭 役
- 怪獣ヤロウ!（1月31日、監督：八木順一朗） - 桝井敏郎 役
- アンジーのBARで逢いましょう（4月4日、監督：松本動）
- また逢いましょう（7月19日、監督：西田宣善）

### 配信映画
- 新幹線大爆破（2025年4月23日、Netflix） - 新庄一 役[35]

### テレビドラマ

#### 大河ドラマ（NHK）
- 元禄繚乱 第28回（1999年） - 寺男
- 武蔵 MUSASHI 第36回（2003年） - 片山幽鬼
- 花燃ゆ 第4 - 7・16・25・26・31 - 33回（2015年） - 福川犀之助
- おんな城主 直虎 第47・49回（2017年） - 穴山信君
- 青天を衝け 第27・28回（2021年） - 萩原四郎兵衛[36]

#### 連続テレビ小説（NHK）
- すずらん 第20・23回（1998年） - 炭坑夫
- どんど晴れ 第27・29回（2007年） - 市役所職員[37]
- ゲゲゲの女房（2010年6月） - 不動産屋・内崎
- 梅ちゃん先生（2012年4月 - 2012年10月） - 柴田
- 純と愛（2012年10月 - 2013年3月） - 藍田忍
- あまちゃん 第21週（2013年8月） - 医師
- べっぴんさん（2016年10月 - 2017年4月） - 小澤勝二
- ちむどんどんスペシャル「賢秀望郷編」（2022年11月）- 屋台の店主
- 虎に翼（2024年4月 - 6月21日） - 笹山[38]

#### 世にも奇妙な物語（フジテレビ）
- '98 春の特別編「くしゃみ」（1998年、監督：鈴木雅之）
- '99 秋の特別編「私は、女優」（1999年、監督：落合正幸）
- '01 春の特別編「友達登録」（2001年、監督：木下高男） - 中年サラリーマン
- 15周年の特別編 超短編「トイレっと」[注 4]（2006年） - トイレに流される男
- '08 秋の特別編「行列のできる刑事」（2008年、監督・原作：小泉徳宏） - 自転車の男
- '13 秋の特別編「水を預かる」（2013年、監督：石井克人） - ハンサムさん

#### 金曜エンタテイメント→金曜プレステージ（フジテレビ）
- 安岡課長の殺人会議 -リストラまで30日-（1999年9月10日）
- ニュースキャスター沢木麻沙子5「京都・別府殺人事件」（2002年11月15日） - 石山刑事 役
- ひみつな奥さん（2006年11月17日） - 刑事 役
- 壊れた脳 生存する知（2007年1月19日） - 自動車教習所教官 役
- はだしのゲン（前編）（2007年8月10日） - 特高刑事 役
- 岡部警部シリーズ4「シーラカンス殺人事件」（2009年11月27日） - 大谷久之 役
- 刑事・鳴沢了2 〜偽りの聖母〜（2011年5月20日） - 新潟県警捜査一課 刑事・新谷寛英 役
- 警部補・佐々木丈太郎4「黒い家」（2011年11月25日） - 警視庁大森西署 刑事・山路和也 役

#### 土曜ワイド劇場（テレビ朝日）
- タクシードライバーの推理日誌10「黒いひまわりの女」（1998年12月12日） - 刑事 役
- 渡り番頭・鏡善太郎の推理1「奥伊豆殺人渓谷」（2000年2月12日）
- 救急救命士・牧田さおり2「緊急出動! 救急車ジャック発生」（2003年5月31日） - 田宮信一 役

#### 1990年代（テレビドラマ）
- 七瀬ふたたび 超能力者・完全抹殺 第4 - 5話（1998年、テレビ東京）
- 恋はあせらず 第7話（1998年、フジテレビ）
- ハッピーマニア 第8話（1998年、フジテレビ）
- ミニパト婦警の事件簿2「違法駐車殺人事件」（1998年、TBS）
- 傷だらけの女 第4話（1999年、フジテレビ）
- 真夏の恐怖劇場3「前世の女」（1999年、TBS）
- 占い探偵 舞子・寛斎の開運事件簿（1999年、TBS）
- イントゥルーダー（1999年、朝日放送）
- 恋愛詐欺師 第8話（1999年、テレビ朝日） - 松井

#### 2000年代（テレビドラマ）
- ふたりエッチ（2000年、WOWOW）
- はみだし弁護士・巽志郎5（2000年、朝日放送）
- ザ・美容室（2000年、東海テレビ）
- 困ったひとたち ～隠し金6億円争奪!?ダメ社員VS悪役員～（2000年、関西テレビ）
- 幸福の明日 第20回（2000年、東海テレビ） - 借金取り立て屋
- さわやか3組（鎌倉編）（2000年、NHK教育テレビ） - 夏目春樹の父
- ドラマDモード・深く潜れ〜八犬伝2001〜 第6話（2000年、NHK） - 木村の隣人
- HERO（フジテレビ） - バー「St.George's Tavern」のバーテンダー（マスター）
  - 第1期（2001年1 - 3月）
  - 特別編（2006年7月3日） - 山口県・虹ヶ浦にある居酒屋の店員
  - 第2期（2014年7 - 9月）
- ルージュ（2001年、NHK） - メイク芳村
- 外科医零子（2001年、TBS）
- ハンドク!!! 第4話（2001年10月、TBS） - 児玉
- 真夜中は別の顔（2002年、NHK） - 有馬平作
- 探偵家族 第8話（2002年、日本テレビ） - 佐々木紀夫
- パートタイム探偵1（2002年） - 大下刑事
- 松本清張没後10年記念・張込み（2002年、テレビ朝日） - 山田
- フレンズ〜くされ縁女ドロボウコンビの殺人逃避行 （2002年、フジテレビ ※未放映）
- 女と愛とミステリー 文書鑑定人 白鳥あやめの事件ファイル（2002年、テレビ東京） - 下田
- ナースのお仕事4 第6話（2002年、フジテレビ） - 伊川佳祐
- かまいたちの夜（2002年、TBS） - 伊勢谷剛
- 私立探偵 濱マイク 11話（2002年、日本テレビ）
- 192時間 猿渡署の戦慄の8日間（2003年、フジテレビ）
- スカイハイ（2003年、テレビ朝日）
- 新・夜逃げ屋本舗（2003年、日本テレビ）
- 交渉人（2003年、WOWOW）
- ダムド・ファイル（2003年、名古屋テレビ）
- ケータイ刑事 銭形舞（2003年、BS-i）
- 川、いつか海へ 6つの愛の物語 第3話（2003年、NHK） - 中川
- 太閤記 サルと呼ばれた男（2003年、フジテレビ） - 森可成
- 逃亡者 RUNAWAY（2004年、TBS） - 田所豊
- 極限推理コロシアム（2004年、読売テレビ） - 蘇我健一
- スカイハイ2（2004年、テレビ朝日） - 水島論
- 人間の証明（2004年、フジテレビ）
- 古畑任三郎スペシャル すべて閣下の仕業（2004年、フジテレビ） - ガルベス君（軽部健一）
- ナニワ金融道6（2005年、フジテレビ） - 刈谷秀夫 役
- 不機嫌なジーン（2005年、フジテレビ） - 浜口剛 役
- ほんとにあった怖い話（フジテレビ）
  - 「亡霊の棲む土地」（2005年） - 坂本克郎 役
  - 「レインコートの女」（2010年） - 警備員
  - 「夏のしらせ」（2016年） - 吉村
- 愛と友情のブギウギ（2005年、NHK） - 黒岩一馬
- 幸せになりたい!（2005年、TBS） - 駒田孝治
- 危険なアネキ（2005年 フジテレビ）
- あいのうた 第3話（2005年、日本テレビ）
- Ns'あおい 第7話（2005年、フジテレビ） - 不動医師
- 時効警察 第2話（2006年 テレビ朝日） - 小原安雄
- サラリーマンNEO（2006年 - 2011年、NHK）
- 富豪刑事デラックス（2006年、朝日放送・テレビ朝日） - 久留米義隆
- 監察医・篠宮葉月 死体は語る 7（2006年、テレビ東京）
- ケータイ刑事 銭形雷 1stシリーズ（2006年、BS-i）
- クロサギ 第5話（2006年、TBS） - 郷戸孝之 役
- 黒い太陽（2006年、テレビ朝日） - ケン
- マイ☆ボス マイ☆ヒーロー（2006年、日本テレビ） - 菊島徹也
- 新・人間交差点（2006年、NHK） - 桑野賢 役
- 地獄少女（2006年、日本テレビ） - 喫茶店のマスター
- Happy!2（2006年、TBS）
- スティング松岡 危機一髪!（2006年、フジテレビ） - 佐藤雅人
- 探偵学園Q 第1話（2007年、日本テレビ） - 西村静香の父
- ファイブ（2008年、NHK） - 木島正明
- エジソンの母（2008年1月 - 3月、TBS） - 岩井雄三
- 1ポンドの福音 第1話（2008年1月、日本テレビ） - 鬼丸勝兵
- アベレイジ - ドラマ (3) 『売り切れの憂鬱』（2008年3月29日、フジテレビ） - 男客（6）
- ヒットメーカー 阿久悠物語（2008年8月1日、日本テレビ） - 餃子店の店員
- ロト6で3億2千万円当てた男 最終話（2008年9月5日、朝日放送・テレビ朝日） - 工事現場作業員
- 33分探偵（2008年9月6日、フジテレビ） - 地上げ屋
- ジャッジII〜島の裁判官奮闘記（2008年、NHK） - 光文治
- チーム・バチスタの栄光 第1話（2008年10月、関西テレビ） - 患者・木村
- 夢をかなえるゾウ（男の成功篇）（2008年10月2日、読売テレビ） - ニュートン/イチロー/キュリー夫人/エジソン
- ギラギラ（2008年10月 - 12月、朝日放送・テレビ朝日） - 深見久明
- プリズナー（2008年11月 - 12月、WOWOW） - 土井裕太郎
- 必殺仕事人2009 新春スペシャル（2009年1月4日、朝日放送・テレビ朝日） - 芳之助
- RESCUE〜特別高度救助隊（2009年1月 - 3月、TBS） - 五十嵐八郎
- 警官の血 第二夜（2009年2月8日、テレビ朝日） - 鈴木信也
- 婚カツ!（2009年4月 - 、フジテレビ） - 増岡文彦
- 華麗なるスパイ Mission4（2009年8月8日、日本テレビ） - 坂本茂
- 左目探偵EYE（2009年10月3日、日本テレビ） - 殺し屋
- アンタッチャブル〜事件記者・鳴海遼子〜（2009年10月 - 12月、朝日放送・テレビ朝日） - 中原誠
- 偉人の来る部屋（2009年10月、TOKYO MX・テレビ神奈川） - 平清盛
- 借王〈シャッキング〉-銭の達人-（2009年10月 - 11月、WOWOW）
- トミカヒーロー レスキューファイアー 第35話「父にとどけ、ジュンのレスキュー魂」（2009年11月28日、テレビ東京） - 航ユキオ

#### 2010年代（テレビドラマ）
- まっすぐな男 第1話（2010年1月12日、関西テレビ） - 警官
- 三代目明智小五郎〜今日も明智が殺される〜（2010年4月 - 6月、毎日放送） - 高田刑事
- ざっくり戦士ピラメキッド（2010年5月、テレビ東京（ピラメキーノG内）） - 黒岩 / 白黒怪人サツケー（声）
- 崖っぷちのエリー〜この世でいちばん大事な「カネ」の話（2010年7月 - 9月、テレビ朝日・朝日放送） - 氷室竜次
- 豆腐姉妹（2010年8月、WOWOW） - 石田一雄
- TOKYO23〜サバイバルシティ（2010年9月-10月、WOWOW） - 黒部
- サザエさん2（2010年8月8日、フジテレビ）
- ストロベリーナイト シリーズ（フジテレビ） - 鑑識課主任・小峰薫 役
  - スペシャルドラマ ストロベリーナイト（2010年11月13日）
  - ストロベリーナイト 第1話・第9話（2012年1月10日・3月6日）
  - ストロベリーミッドナイト 最終夜（2013年1月25日）
  - ストロベリーナイト アフター・ザ・インビジブルレイン「左だけ見た場合」（2013年1月26日）
- スクール!! 第3話（2011年1月30日、フジテレビ） - 上野正人（上野成吾の父親）
- 隠密八百八町 第6話-最終話（2011年、NHK） - 犬飼小四郞
- 胡桃の部屋（2011年7月26日、NHK） - 警官
- 名探偵コナン 工藤新一への挑戦状 第6話（2011年8月11日、読売テレビ） - 峰正人
- NHKスペシャル / 未解決事件 file.01「グリコ・森永事件」（2011年7月29、30日、NHK） - 村田
- ラストマネー -愛の値段- 第2話（2011年9月20日、NHK） - 福田豊
- 科捜研の女 第11シリーズ 第1話（2011年10月20日、テレビ朝日） - 迫田肇
- 怪盗ロワイヤル 第6話（2011年12月2日、TBS） - 江崎駿
- ウレロ☆未確認少女 第11話（2011年12月16日、テレビ東京） - 坂上虎次郎 役
- ドラマスペシャル「愛・命 〜新宿歌舞伎町駆け込み寺〜」（2011年12月17日、テレビ朝日）
- 坂の上の雲 第十二回（2011年12月18日、NHK） - 成川揆（信濃丸艦長）
- 謎解きはディナーのあとで 最終話（2011年12月20日、フジテレビ） - 留置所の男
- 新春スペシャルドラマ「もう誘拐なんてしない」（2012年1月3日、フジテレビ） - 喫茶店マスター
- 孤独のグルメ 第6話（2012年2月8日、テレビ東京） - 吉野
- 牙狼＜GARO＞〜MAKAISENKI〜 第20話（2012年2月23日、テレビ東京） - 多賀城信義
- ドラマ特別企画 明日をあきらめない… がれきの中の新聞社 〜河北新報のいちばん長い日〜（2012年3月4日、テレビ東京） - 鹿又久隆
- Friend-Ship Project ～タクのタクシー～（2012年3月31日、テレビ東京）
- 水曜ミステリー9 / 偽証法廷（4月4日、テレビ東京） - 関井警部補
- 走馬灯株式会社 第9話（2012年9月10日、TBS） - 峯田耕平
- 原宿ネストカフェ 第5回（2012年11月4日、TBS） - カフェの男性客 役
- 土曜ドラマスペシャル / 実験刑事トトリ 第4話（2012年11月24日、NHK） - 店主
- 終電バイバイ 第5話（2013年2月11日、TBS） - 伊藤剛
- あぽやん〜走る国際空港 第6話（2013年2月21日、TBS） - 溝口課長
- レディ・ジョーカー（2013年3月 - 4月、WOWOW） - 菊地武史
- 月曜ゴールデン / おふくろ先生の診療日記5（2013年3月4日、毎日放送・TBS） - 坂崎全作
- イタズラなKiss〜Love in TOKYO（2013年3月 - 7月、フジテレビTWO） - 相原重雄
- プレミアムよるドラマ お父さんは二度死ぬ（2013年6月1日 - 6月22日、NHK BSプレミアム） - 波多野刑事 役
- 報道ドラマ 生きろ 〜戦場に残した伝言〜（2013年8月7日、TBS） - 長勇 役
- 警部補 矢部謙三2 第5話（2013年8月9日、テレビ朝日） - バボ・コバヤシ
- Woman 第7話（2013年8月14日、日本テレビ） - 宮前幸司
- 月曜ゴールデン / 縁側刑事 （2013年9月2日、TBS） - 土橋八郎（巡査）
- 郷土の偉人シリーズ こころをつないだタクト ～指揮者・小山卯三郎～（2013年10月27日、テレビ熊本） - 丸山衛[39]
- 刑事のまなざし 第5話（2013年11月4日、TBS） - 中村（コンビニ店長）
- プレミアムドラマ / 木曽オリオン（2014年1月、NHK BSプレミアム） - 杉山
- 月曜ゴールデン / 税務調査官・窓際太郎の事件簿26 （2014年2月24日、TBS） - 羽田幹夫
- HERO 第2シリーズ（2014年7月 - 9月、フジテレビ） - バーテンダー
- ドラマ10「聖女」（2014年8月19日 - 10月7日、NHK） - 小池賢治 役
- イタズラなKiss2〜Love in TOKYO（2014年11月 - 12月、フジテレビ） - 相原重雄
- このミステリーがすごい! ベストセラー作家からの挑戦状「カシオペアのエンドロール」（2014年12月29日、TBS） - 道明寺
- 最強の法廷 裁判官桜子と10人の評決（2015年1月14日、テレビ東京） - 猪原正一 役
- ウロボロス〜この愛こそ、正義。（2015年1月 - 3月、TBS） - ジーザス御子柴 役
- シリーズ被爆70年 ヒロシマ 復興を支えた市民たち 第2回「走れ、三輪トラック」(2015年2月13日、NHK広島)
- 保育探偵25時〜花咲慎一郎は眠れない!!〜 第6話（2015年2月20日、テレビ東京） - 早川将志 役
- 不便な便利屋（2015年4月 - 6月、テレビ東京） - 桃野太郎 役
- 最強のふたり〜京都府警 特別捜査班〜（2015年7月 - 9月、テレビ朝日） - 高田巌 役
- アカギ（2015年7月17日 - 9月18日、BSスカパー!） - 仰木武司 役
- 偽装の夫婦（2015年10月 - 12月、日本テレビ） - 須藤利一 役
- プライムS 園山俊二と「国境の二人」（2015年12月11日（中国地方向け）、NHK松江放送局） - 左国兵 役[40]
- 猫とコワモテ（2016年1月2日、BSジャパン） - 犬飼健三 役[41]
- 金曜プレミアムSPドラマ / 大奥 第一部〜最凶の女〜（2016年1月22日、フジテレビ） - 日啓 役
- シリーズ・江戸川乱歩短編集 1925年の明智小五郎「心理試験」（2016年1月23日、NHK BSプレミアム） - 笠森判事 役
- MOZU（2014 TBS W0WWOW） - 筧 俊三役
- 恋の三陸 列車コンで行こう!（2016年2月27日 - 3月12日放送、NHK-G）
- スペシャリスト 第8話（2016年3月3日、テレビ朝日） - 銭家円蔵 役
- 歴史ミステリーロマン 幕末維新の謎を解け!（2016年3月27日、テレビ東京） - 週刊誌編集長・茂庭憲一 役
- 99.9-刑事専門弁護士- 第1話（2016年4月17日、TBS） - 友永常務 役
- 水曜ミステリー9 / マザー・強行犯係の女〜傍聞き〜（2016年4月20日、テレビ東京） - 伊丹小次郎 役
- 三都IDOL物語（2016年6月24日、HTB、メ〜テレ、KBC） - 謎の警備員 役[42][43]
- トットてれび 第5話（2016年6月4日、NHK総合） - タクシー運転手 役
- ふれなばおちん（2016年6月 - 8月、NHK総合） - 信田桐次 役
- 夏目漱石の妻 第2話（2016年10月1日、NHK総合） - 尼子四郎 役
- 徳山大五郎を誰が殺したか? 第12話（2016年10月2日、テレビ東京）
- わたしに運命の恋なんてありえないって思ってた（2016年12月20日、関西テレビ） - 灰谷源次郎 役
- 猫とコワモテ（2016年12月23日、BSジャパン） - 主演：犬飼健三 役
- こんにちは、女優の相楽樹です。 第2話（2017年3月13日、テレビ東京）
- ヒトヤノトゲ〜獄の棘〜（2017年3月 - 4月、WOWOW） - 神宮省吾 役
- 下北沢ダイハード 第7話（2017年9月16日、テレビ東京） - バーのマスター 役
- 片想い（2017年10月 - 11月、WOWOW） - 望月刑事 役
- 荒神（2018年2月17日、NHK BSプレミアム） - 佐田義昌[44]
- 猫とコワモテ2（2018年2月22日、BSジャパン） - 主演：犬飼健三
- バイプレイヤーズ〜もしも名脇役がテレ東朝ドラで無人島生活したら〜 第4話（2018年2月28日、テレビ東京） - 田中要次
- どこにもない国 前編（2018年3月24日、NHK） - 秦皇島日本人会・山本
- 連続ドラマW イアリー 見えない顔（2018年8月4日 - 9月8日、WOWOW） - 橋本彰吾
- 学校へ行けなかった私が「あの花」「ここさけ」を書くまで（2018年9月1日、NHK BSプレミアム） - 月島和夫
- 真犯人（2018年9月 - 10月、WOWOW） - 勝田久作
- 天 天和通りの快男児（2018年10月 - 12月、テレビ東京） - 浅井銀次
- 面白南極料理人（2019年1月13日 - 3月31日、BSテレ東） - 金村隊長
- THE GOOD WIFE / グッドワイフ 第7話（2019年2月24日、TBS） - 二見芳郎
- あなたの番です 第1話 - 第8話（2019年4月14日 - 6月2日、日本テレビ） - 浮田啓輔 役
- his〜恋するつもりなんてなかった〜（2019年4月9日 - 5月7日、メ〜テレ） - 熊切雄作
- ハル〜総合商社の女〜（2019年10月21日、テレビ東京） - 松岡一郎
- パニックコマーシャル（2019年12月17日、フジテレビ） - 石瓦剛志
- みをつくし料理帖（2019年12月21日、NHK） - 近江屋
- 天 赤木しげる葬式編（2019年12月29日、テレビ東京） - 浅井銀次

#### 2020年代（テレビドラマ）
- 日曜プライム / 微笑む人（2020年3月1日、テレビ朝日） - 滝沢孝一 役
- 就活生日記 第5話（2020年3月13日、NHK） - 一ノ瀬健一 役
- 科捜研の女 SEASON 19 第34話（2020年3月19日、テレビ朝日） - 芳賀悦郎 役
- 月曜プレミア8 / ドラマスペシャル 堂場瞬一サスペンス ラストライン 刑事 岩倉剛（2020年6月29日、テレビ東京） - 竹井隆三 役[45]
- ドラマスペシャル「オレの寿司物語」（2020年11月21日、テレビ大阪） - 磯川泰造（真心♡寿司 大将） 役
- 恋する母たち 第6話・第7話（2020年11月27日・12月4日、テレビ東京） - 熊田学 役
- 監察医 朝顔 第9話（2020年12月28日、フジテレビ） - 三浦刑事部長 役
- 警視庁ゼロ係〜生活安全課なんでも相談室〜 静岡SP（2021年1月25日、テレビ東京） - 岩井利光 役
- バイプレイヤーズ 〜名脇役の森の100日間〜 第5話（2021年2月5日、テレビ東京） - 田中要次（本人） 役
- アノニマス〜警視庁“指殺人”対策室〜 第3話、第4話（2021年2月8日・15日、テレビ東京）
- アバランチ（2021年10月18日 - 12月6日、関西テレビ） - 打本鉄治 役
- 劇場版公開記念!「あなたの番です」完全新撮スペシャル!（2021年12月10日、日本テレビ） - 浮田 役
- 神木隆之介の撮休 第6話「ファン」（2022年1月7日、WOWOWプライム） - 喫茶店・店員 役[46]
- かんばん猫（2022年2月22日、BSテレ東） - 姉川二三夫 役[47]
- ＃居酒屋新幹線 第12話（2022年2月26日、チャンネル銀河） - 高屋 役
- 量産型リコ -プラモ女子の人生組み立て記-（2022年6月30日 - 9月2日、テレビ東京） - 矢島一 役
  - 量産型リコ -もう1人のプラモ女子の人生組み立て記-（2023年6月30日 - 9月1日、テレビ東京）[48]
  - 量産型リコ -最後のプラモ女子の人生組み立て記-（2024年6月28日 - 8月30日、テレビ東京） - 矢島一 役[49]
- 石子と羽男-そんなコトで訴えます?- 第1話（2022年7月15日[注 5]、TBS） - 梅林店長 役[50]
- 刑事7人 Season8 第8話（2022年8月31日、テレビ朝日）- 小柳忠夫 役
- Get Ready! 第1話（2023年1月8日、TBS） - 斎藤 役
- 今野敏サスペンス 機捜235×強行犯係 樋口顕 第1,6,7話（2023年1月27日 - 3月10日、テレビ東京）- 葉山郁夫 役
- ドラフトキング 第3話・第4話（2023年4月22日・29日、WOWOW） - 猪俣繁 役[51]
- さすらい署長 風間昭平 スペシャル 富士山河口湖殺人事件（2023年4月24日、テレビ東京） - 飯塚五郎 役[52]
- 正義の天秤 Season2 第2話（2023年5月13日、NHK総合） - 山本尚親 役
- 秀吉、スタートアップ企業で働く（2023年9月9日、テレビ東京） - 轟 役[53]
- 激突!合戦将棋「姉川の戦い」（2023年12月31日、NHK Eテレ） - 朝倉景健 役
- イップス 第5話（2024年5月10日、フジテレビ） - 杉本浩紀 役[54]
- カプカプ（2024年11月28日 - 12月26日、テレビ東京） - ナレーション[55]
- 藤子・F・不二雄 SF短編ドラマ シーズン3「宇宙（そら）からのオトシダマ」（2025年3月26日、NHK BSプレミアム4K）[56]
- シリーズ・横溝正史短編集Ⅳ「金田一耕助、悔やむ」（NHK BSプレミアム4K、NHK BS）　『鏡の中の女』（2025年5月8日） - 河田重人 役

### 配信ドラマ
- 食い逃げカップル〜地獄の逃走5万キロ（2004年、監督：水戸ひねき、NETCINEMA.TV） - 三ノ輪刑事 役
- 純喫茶エルミタージュ（2005年、監督：及川拓郎、NETCINEMA.TV） - 主演・近藤則之 役
- いちごゼミナール（2009年、監督：石井克人、LISMOchannel） - ボバ先生 役
- 日本をゆっくり走ってみたよ 〜あの娘のために日本一周〜（2017年10月20日、Amazon Prime Video） - 永井 役
- 隙間男（Stalking Vampire）Movie（2018年、監督：大塚竜也（劇団スカッシュ）、YouTube Premium） - マスター 役
- 全裸監督2 第1話（2021年6月24日、Netflix） - パーティー会場の客 役
- ようこそ東映殺影所へ（2021年8月13日、Xstream46） - 映画監督・ヤマモト 役[57]
- 東京、愛だの、恋だの 第3話（2021年9月18日、Paravi） - おじさん（冬子の幻影） 役
- 次元大介（2023年、Amazon Prime Video、監督：橋本一） - タクシー運転手 役[58]
- 僕の手を売ります（2023年10月27日、FOD・Amazon Prime Video） - 佐伯治 役[59]
- 沈黙の艦隊 シーズン1 〜東京湾大海戦〜（2024年2月9日、Amazon Prime Video） - 海上自衛隊 第二護衛隊群司令：沼田 徳治[60]

### オリジナルビデオ
- YOUNG&FINE（1994年、監督：篠原哲雄）
- 夏の思い出 異・常・快・楽・殺・人・者（1995年、監督：斎藤久志）
- 新任女教師 歪んだ倫理（1998年） - 春山（広告代理店営業マン）
- 外道（1998年） - 土谷組組員
- セーラ服☆刑事 悪魔のスクールデイズ（1999年）
- 暴き屋 保険調査裏仕事人（2000年） - ナカツ（金融屋「ストッパーズ」）
- 新・ヤンママトラッカー 〜ケイVS美咲 宿命の対決編〜（2000年） - 荷主
- FROG RIVER（2001年、監督：伊志嶺一）
- 食い逃げカップル 地獄の逃走5万キロ（2004年、監督：水戸ひねき）
- SOUL TRAIN（2006年、監督：三浦大輔）
- 下町任侠伝 鷹3・4（2021年、監督：浅生マサヒロ） - 牛神一家組長

### 吹き替え映画
- 猫が教えてくれたこと（2020年、BSテレビ東京版） - ナレーション

### 劇場アニメ
- 緑玉紳士（2005年4月30日、監督：栗田やすお） - ピンキー・スティングマン 役 ※クレイアニメ
- サマーウォーズ（2009年8月1日、監督：細田守） - 陣内頼彦 役[61]
- バケモノの子（2015年7月11日、監督：細田守） - 警官 役

### テレビアニメ
- ダイナ荘びより（2021年） - トリケラトプス 役[62]

### 舞台
- 竹中直人の会 第2回公演「鉢植を持つ男」（1991年、神戸・仙台公演、演出：岩松了）
- カッコーの巣の上を（1996年、演出：大星輝宗）
- クレナイあなた（1998年、演出：今関朱子）
- お迎え準備（2000年、演出：斎藤久志、中野MOMO ※オープニングフェスティバル参加作品）
- 無防備なスキン（2006年、演出：寺十吾、ザ・スズナリ）
- 十二人の怒れる男（2009年、演出：蜷川幸雄、シアターコクーン ※Bunkamura20周年記念企画）
- Takayuki Suzui Project OOPARTS Vol.1『CUT』（2010年、演出：鈴井貴之、Zepp 札幌、東京、大阪）
- 美輪明宏版 椿姫（2012年、演出：美輪明宏、ル・テアトル銀座 他）
- THE BANK ROBBERY! ～ダイヤモンド強奪大作戦～（2019年8月2日 - 17日、演出：小林顕作、新国立劇場 中劇場 ほか） - ランダル・シュック役
- TAKAYUKI SUZUI PROJECT OOPARTS vol.6「D-river」（2022年、演出：鈴井貴之、サンシャイン劇場、COOL JAPAN PARK OSAKA TTホール、道新ホール）[63]
- 神奈川県民ホール開館50周年記念オペラシリーズ Vol.1 フィリップ・グラス/ロバート・ウィルソン『浜辺のアインシュタイン』（2022年10月8日・9日、神奈川県民ホール 大ホール、演出・振付：平原慎太郎）- トラベラー役
- ウェイトレス（2025年、演出：ダイアン・パウルス、日生劇場 他）- カル 役[64]

### ゲーム
- 428 〜封鎖された渋谷で〜（2008年、セガ・チュンソフト） - 君塚八郎
- CR七人の侍（2008年、フィールズ） - 平八

### TVバラエティ 他
- 王様のブランチ（1996年4月 - 6月降板、TBS）
- 世紀末TV 倫理の谷間（1999年、KBS京都）
- はなまるマーケット（2001年、2009年 - TBS）
- ワンダフル（2001年、TBS）
- サラリーマンNEO（2006年 - 、NHK）
- SMAP×SMAP（2006年 - 、関西テレビ・フジテレビ）
- タモリ倶楽部（2007年、テレビ朝日）主に鉄道系企画に出演[注 6]。
- 秘密のケンミンSHOW（2007年 - 、読売テレビ）
- 匠の国ジパング（2007年 - 、日本BS放送） - ナビゲーター
- 浜ちゃんと!（2008年、読売テレビ）
- NHK高校講座ベーシック10 （NHK教育）
  - シーズン1（2009年4月6日 - 4月17日）
  - シーズン2（2010年4月）
  - シーズン3（2011年4月4日 - ）
- 1×8いこうよ!（庶務田中 役）（2010年7月25日 - 8月8日、2011年1月23日、2021年7月4日、札幌テレビ）
- 遠くへ行きたい（2011年 - 、日本テレビ）
- ニッポン!おもてなし旅（2011年 -2012年3月18日、読売テレビ）
- 淳の乾杯してみたっ!（2012年4月7日 - 9月29日、テレビ東京）
- 土曜スペシャル ノスタルジック鉄道紀行にっぽん廃線歩き旅（草軽電気鉄道） （2012年6月2日、テレビ東京）
- 私のリュックひとつ分（2012年6月24日 - 、NHK）
- クチコミ新発見!旅ぷら（2012年7月15日 - 、読売テレビ）
- 世界の村で発見!こんなところに日本人7（2012年9月25日 - 、テレビ朝日）
- 発見！体感！戦国ロマン 千曲川紀行（2012年、NHK BSプレミアム）
- 土曜スペシャル ノスタルジック鉄道紀行にっぽん廃線歩き旅2（同和鉱業片上鉄道線） （2013年6月1日、テレビ東京）
- アウトドアロックンロール〜サラリーマン転覆隊が行く〜2時間スペシャル（2013年9月14日、BS朝日）
- アウトドア・ロックンロール〜サラリーマン転覆隊が行く〜（2013年10月4日 - 、BS朝日）
- AKB48 SHOW!（2013年11月2日、NHK BSプレミアム） ※コント／ガンコ店主のラーメン店／（2013年11月23日、NHK BSプレミアム） ※コント：スケバン前田刑事／（2014年4月12日、NHK BSプレミアム） ※コント：『伝えてピカッチ』収録にて／（2014年8月2日、NHK BSプレミアム） ※コント：就職面接／（2014年12月20日、NHK BSプレミアム） ※コント：旅行代理店／（2015年5月9日、NHK BSプレミアム） ※コント：ナニワ3姉妹
- 聞きこみ!ローカル線 気まぐれ下車の旅（2014年3月31日 - 、BSジャパン）
- プレバト!!（2014年9月4日 - 、MBS） ※消しゴムはんこ・特待生1級など
- にっぽん!いい旅（2014年11月26日 - 、テレビ東京）
- 土曜スペシャル 列島縦断3200km 特急乗り継ぎ旅（鹿児島中央駅 - 稚内駅） （2014年12月13日、テレビ東京）
- ぴったんこカンカン 東京駅100周年記念ツアー（2014年12月19日、TBS）
- みちたん〜ああ!すばらしきセカイ〜 ナレーション（2016年4月15日 - 、NHK東北地方）
- ローカル路線バス乗り継ぎの旅特別編（2016年11月26日、テレビ東京）
- ローカル路線バス乗り継ぎの旅Z（2017年3月25日 - 2022年8月20日、テレビ東京）レギュラー
- きょうの料理ビギナーズバツ江のスパルタ夏めん塾（2017年8月21日 - 24日）
- 世界一周 魅惑の鉄道紀行（2017年9月18日 -、BS-TBS） - 旅人（不定期出演）
- ちょっと福岡行ってきました!（2017年10月 - 、TVQ九州放送）- 旅人（不定期出演）
- 躍動する大自然 奇跡の絶景ストーリー「大台ヶ原山 幻の森林鉄道を探せ」（2019年11月8日、NHK BS1） - 語り[65]
- 離島酒場（2019年11月16日 - 、旅チャンネル）
- NHK俳句 俳句さく咲く!（2020年5月24日 - 2021年3月、NHK Eテレ）
- THE神業チャレンジ〜再現できたら100万円！（2022年7月29日 - 、TBS）
- ねこ自慢（2022年9月14日 - 、BS-TBS）
- 千鳥のクセがスゴいネタGP（2022年9月15日 - 、フジテレビ）
- 友近・礼二の妄想トレイン（2022年12月19日 - 、BS日テレ）
- 小峠地蔵旅（2023年1月9日 - 1月16日、テレビ東京）
- 水バラ 1歩1円ウォー金グ対決旅（2023年1月11日 - 、テレビ東京）
- にっぽん縦断 こころ旅（2024年10月14日 - 18日、NHK BSプレミアム4K） - 腰の骨折で休業した番組ホスト火野正平の代走として山梨県パートを担当

他多数

### ミュージック・ビデオ（MUSIC PV）
- 佐木伸誘「SEEK AND FIND」ショートムービー（1989年、監督：山川直人） - ボバ 役
- 横山智佐「プレシャス・メモリー」（1997年、監督：行定勲）
- 山村アキラ「あきらめないアキラ」（1998年、監督：阪本順治）
- アナム&マキ 「確認」（2001年、監督：竹内鉄郎）
- OPQ「ドノクライ」（2001年、監督：辻川幸一郎）
- 椎名へきる「LOVE TOMORROW」（2001年）
- 浜田省吾「I am a father」（2005年）
  - その他の出演者：時任三郎・吹越満
- 怒髪天「俺達は明日を撃つ!」（2005年）
- 山崎まさよし 「ADDRESS」（2006年、監督：大宮エリー）
- パク・ヨンハ 「君が最高!」（2006年、監督：大宮エリー）
- THE LOCAL ART「MESSEAGE」（2006年）
- INFINITY16 welcomez MINMI,10-FEET「真夏のオリオン」（2007年）
- FLOW「ありがとう」（2008年）
- ONE☆DRAFT「青春の雨（なみだ）」（2008年、監督：行定勲）
- 音速ライン「ポラリスの涙」（2008年）
- 福原美穂「優しい赤」ショートムービー（2008年）
- 工藤慎太郎「2つで1つ」（2009年）
- 湘南乃風「ガチ桜」（2010年、監督：長尾直樹）
- 大黒摩季「IT'S ALL RIGHT」（2010年、監督：大富いずみ）
- Every Little Thing「MOON」（2011年、監督：柿本ケンサク）
- 怒髪天「歩きつづけるかぎり」（2012年、監督：柿本ケンサク）
- フラワーカンパニーズ「エンドロール」（2012年、監督：柿本ケンサク）
- BE THE VOICE「メローイエロー」（2012年、監督：ニシモトタロウ）
- MACO「ありがとう」（2014年）
- bonobos「春のもえがら」（2014年、監督：北山大介）
- 乃木坂46「釣り堀」（2016年、監督：永田琴）
- JabBee「ハナレバナレ」（2018年、監督：仁宮裕）
- 工藤圭一「beautiful song」（2018年、監督：加藤拓也）
- GLIM SPAMKY「By Myself Again」（2020年、監督：八木順一朗）

### CM
- 松下電器産業「Let's Note!」（1996年）
- キーコーヒー「DRIP ON」（1997年）
- 山之内製薬 「マキロン」（1999年 - 2000年）- 西村雅彦と共演。
- ヤマト運輸「引越らくらくパック」（1999年 - 2000年）
- 東日本通信電話　
  - 光ファイバー（2000年）
  - フレッツ（2009年 - 2010年）- 川島海荷と共演。
- ライトオン「Right-on」（2000年）
- シンキ「ノーローン」（2000年）
- ジャストシステム「ジャストホーム」（2000年）
- NTTグループ（2000年）
- サントリーフーズ「DAKARA」（2000年 - 2003年）- 小便小僧の声を担当。
- 日清食品「とんがらし麺」（2000年）
- 青山商事「カシミヤコート」（2000年）
- キャリアデザインセンター「Type」（2001年）
- autoBank（2001年）
- 朝日新聞社（2001年）
- エバラ食品工業「すき焼きのたれ」（2001年 - 2002年）
- 住友ゴム工業「ダンロップ デジタイヤLEMANS LM702」（2002年）
- ロッテ「アーモンドチョコレート」（2002年 - 2003年）- 中居正広と共演。
- ローソン「おにぎり屋」（2003年）
- サントリー
  - マグナムドライ（2004年）
  - 金麦 クリアラベル（2015年）- 木下隆行、ホラン千秋、森山未來と共演
- NTTドコモ「ファミリー割引」（2004年 - 2005年）
- 日本ケンタッキー・フライド・チキン
  - お年玉つき 開運パック（2004年 - 2005年）
  - GO!GO!キャンペーン（2008年）
- 理想科学工業「ORPHIS HC5500」（2005年 - 2006年）
- ユニクロ（2005年）
- ソニー・コンピュータエンタテイメント「脳力トレーナーポータブル」（2005年）
- コスモ石油「B-cle」（2006年）- 吉田真希子と共演。
- 富士通「FMV」（2007年）- 木村拓哉と共演。
- グリコ乳業「プッチンプリン」（2007年）- 上田耕一、佐藤蛾次郎、魁三太郎らと共演。
- トヨタ自動車「MARK X ZiO」（2007年）- 嶋田久作、大石継太、佐藤佐吉と共演。
- 大和ハウス工業（2007年）- ウミガメの声
- アサヒビール「本生・ドラフト」（2008年）
- 味の素冷凍食品
  - お弁当（2009年 - 2010年）- 香取慎吾と共演
  - きちんとおかず（2015年 - 2016年）
- 日本電気 「docomo PRIME series N-06A」（2009年）- 玉木宏と共演。
- 日本フードグループ「鍋まつり」（2009年 - 2010年）
- キリンビバレッジ 「FIRE NEO」（2011年）- 岡田准一と共演。
- みずほ銀行「宝くじ 社会貢献CM」（2012年 - 2017年）- 加藤あいと共演。
- HTC「HTC J One」（2013年）- ベッキーと共演。
- 日本民間放送連盟（2013年）
- 長野県「信州サぁイコー‼︎」（2015年 - 2016年）
- キリンビール「のどごし〈生〉」（2017年）- 阿部サダヲと共演。
- いなば食品「CIAO ちゅ〜る」（2017年）- プロちゅーらー田中 役として出演。[66][67]
- SmartHR（2017年 - 2018年）
- HITOWAライフパートナー「おそうじ本舗」（2018年 - 2019年）- 山本舞香、好井まさおと共演。
- Looop「Looopでんき＋ガス」（2019年 - 2020年）
- ナレッジスイート「VCRM」（2020年）- 原田龍二と共演。
- インクリー（2022年）
- WFS「ヘブンバーンズレッド」（2023年）- 莉子、下道千晶、山中崇、前原滉と共演。
- ソフトバンク「ペイトク店長」（2024年 - ）- 中居正広と共演。

## 監督
- 裸のランチョン （1996年） - 「ワンピース忠臣蔵」
- トイレン・スポッティング （1998年）+主演 - 「イッセー尾形が来た！」
- 窯岡刑事 Coming Out Cop KAMAOKA （2003年） - オムニバス「新・刑事まつり 〜一発大逆転〜」
- 奪われた刑事 / Snatches （2004年） - オムニバス「電脳刑事まつり」
- ミッション・インポッシビリティ （2007年） - BS-i「スパイ道」
- die dream believer （2010年） - 長野朝日放送「おぉ!信州人」
- 蝶蜻蛉は虹の夢をみる （2011年） - オムニバス 3.11仙台短篇映画祭映画制作プロジェクト「明日」
- ドラムマンz バチがもたらす予期せぬ出来事 （2015年） - オムニバス「Filmusic in 中川運河・夏」
- Last DAYS 〜君といた場所〜 （2017年） - 「LOCO DD 日本全国どこでもアイドル」オムニバス映画の一篇

## スタッフ

### 撮影
- MUSIC PV「Toguar/Creepland」（2004年）監督：松永大司
- LIVE VIDEO「GELGUGU at CLUB QUATTRO」（2005年）監督：ナリオ
- LIVE VIDEO「bonobos 宇宙温泉へようこそ!」（2009年）監督：北山大介

### 照明助手
- 無能の人（1991年）監督：竹中直人／照明：安河内央之
- 王手（1991年）監督：阪本順治／照明：安河内央之
- 湾岸 バッド・ボーイ・ブルー（1992年）監督：富岡忠文／照明：吉角荘介
- 銀玉マサやん（1992年）監督：村石宏實／照明：松島五也
- 魔王街（1992年）監督：廣木隆一／照明：安河内央之
- 大阪の章二くん（1993年）監督：瀬藤祝／照明：松島五也
- RAMPO（1993年）監督：奥山和由／照明：安河内央之
- 夢魔（1994年）監督：廣木隆一／照明：安河内央之
- 119（1994年）監督：竹中直人／照明：安河内央之

### 録音助手
- トパーズ TOPAZ（1991年）監督：村上龍／録音：臼井勝
- 大感傷仮面（1991年）監督：クマガイコウキ／録音：臼井勝
- 二十歳の微熱（1992年）監督：橋口亮輔／録音：臼井勝